# Mariakapel op de Karmelenberg
De Mariakapel op de Karmelenberg (Duits: Marienkapelle auf dem Karmelenberg) is een bedevaartkapel in de Ortsgemeinde Bassenheim in de Landkreis Mayen-Koblenz, Rijnland-Palts. Het kerkgebouw behoort tot de oudste barokke kerkgebouwen rond Koblenz.

## Geschiedenis

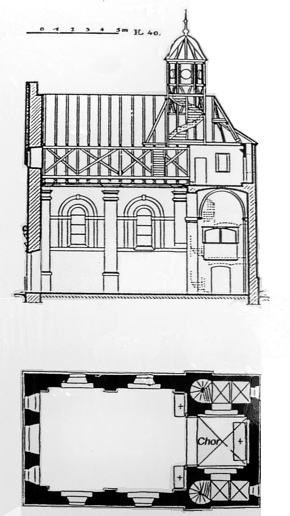
Mariakapel plattegrond en doorsnee

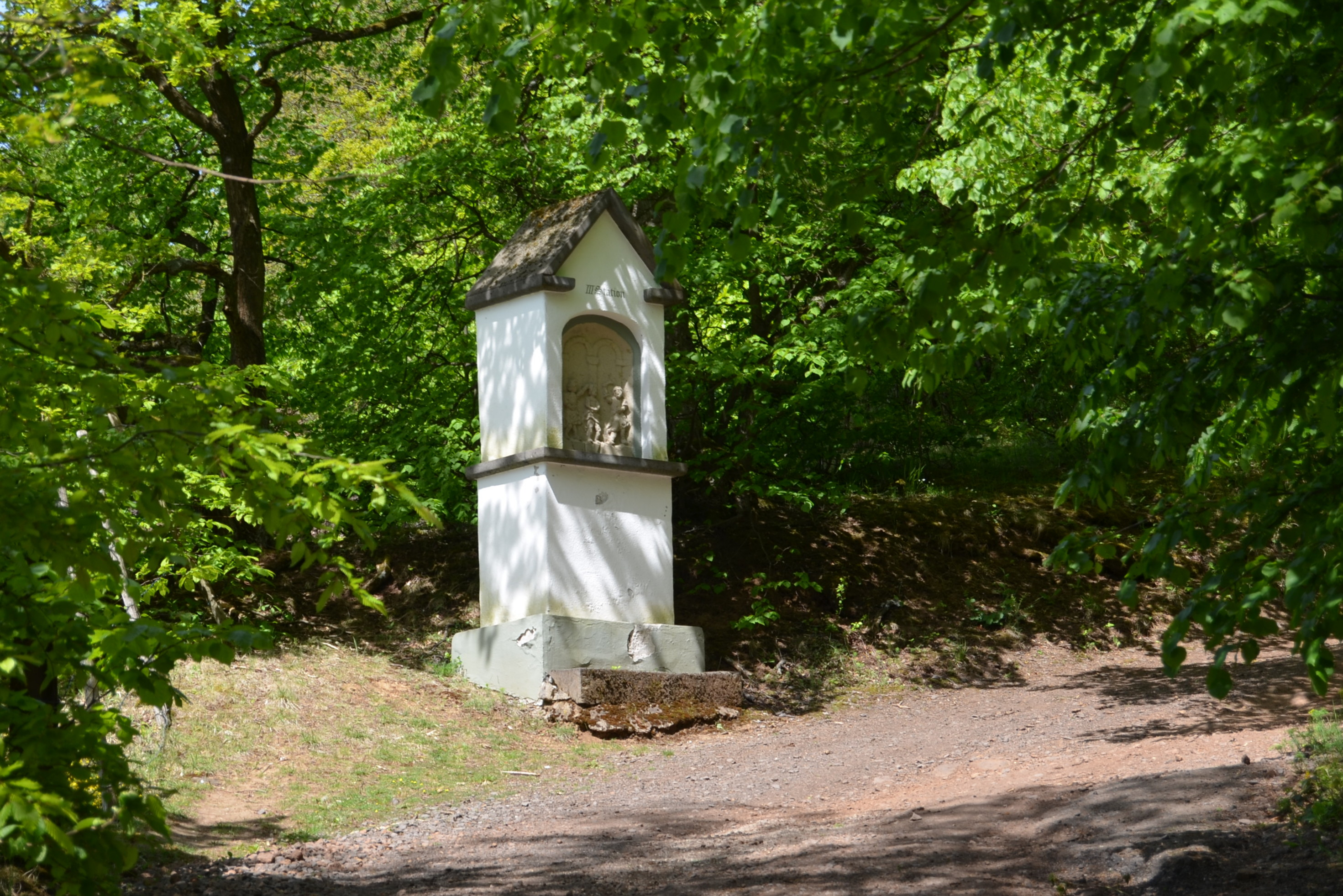
Karmelenberg, 3e statie kruisweg

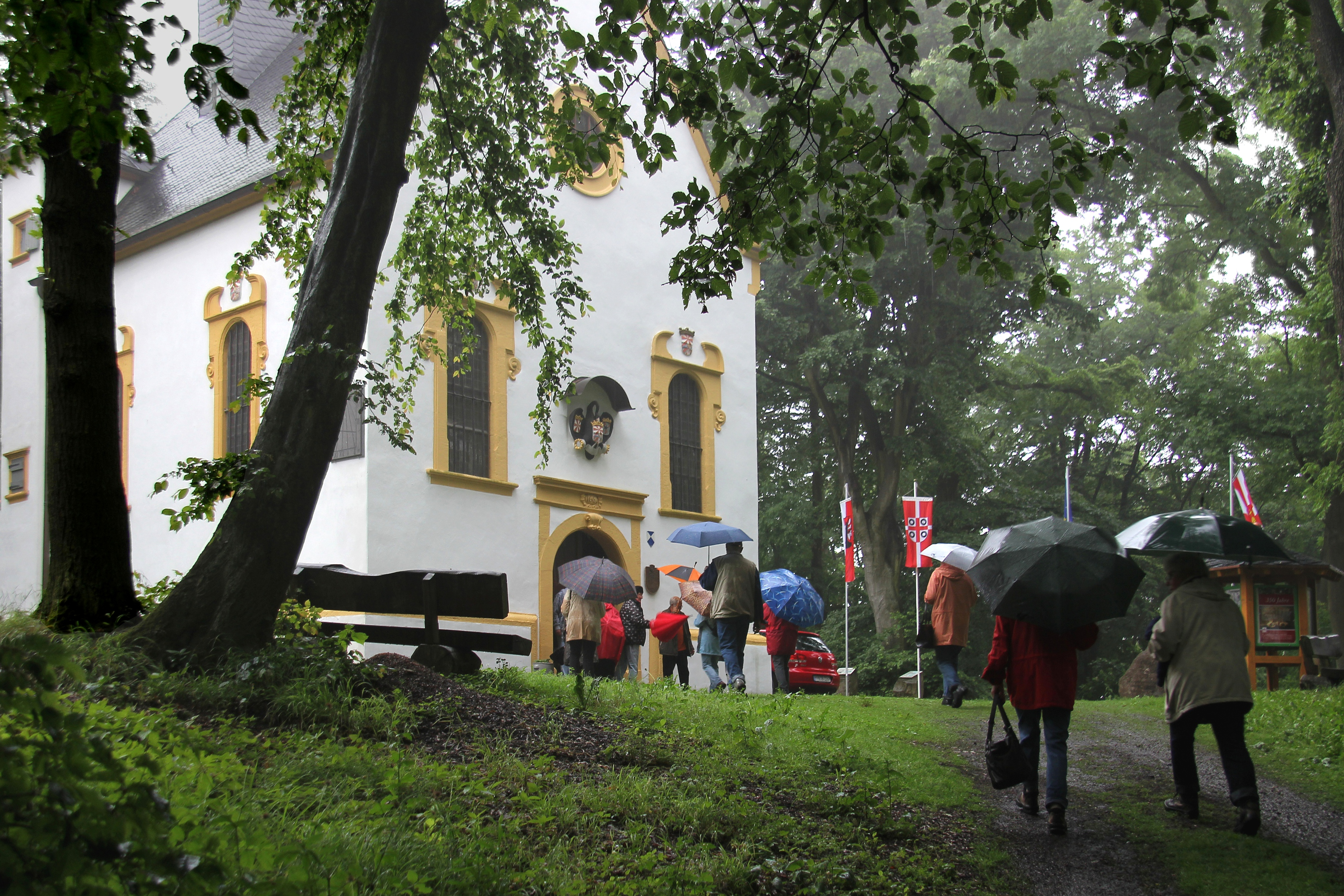
Tegenwoordig wordt de kapel weer veel bezocht door pelgrims

De bouw van de kapel werd in opdracht van de rijksheer Johann Lothar Waldbott von Bassenheim (1615-1677) en zijn tweede vrouw Anna Magdalena gebouwd, als dankbetoon voor de genezing bij een ernstige ziekte en de geboorte van een dochter, nadat het echtpaar eerder al vier kinderen kregen die kort na de geboorte overleden. In afwachting van haar vijfde kind bezocht Anna Magdalena haar vroegere leraar en het hoofd van het klooster van Luxemburg, Catharina Ginth. Zij gaf haar een beeldje van Maria, dat het ongeboren kind gezondheid zou schenken.
De bouwmeester van de in 1662-1666 ter ere van Maria gebouwde kapel was de Kapucijner broeder Matthias van Saarburg. De kerk moest op het hoogste punt van Bassenheim worden gebouwd, een 372 meter hoge vulkaankegel die voor de bouw van de kerk de Heksenberg (Hexenberg) werd genoemd, een verwijzing naar de heidense tempel die ooit op deze plek stond. Een weinig passende benaming voor een plaats waar een kapel zou worden gebouwd en daarom werd de berg omgedoopt tot Karmelenberg, naar de berg Karmel waar de profeet Elia de priesters van Baäl uitdaagde.
Oorspronkelijk werd de kapel uitsluitend door de familie gebruikt. Pas nadat de wijbisschop van Trier, Johann Peter Verhorst, in 1688 er 500 jongeren uit de omgeving vormde, werd de kerk ook toegankelijk gemaakt voor pelgrims. Sinds die tijd woonde in een ruimte boven het koor een heremiet. Deze paste op de kerk, diende bij de missen en leefde van aalmoezen. Op de nieuwjaarsochtend in 1826 werd de laatste heremiet, de uit Montabaur stammende broeder Nicolaus Hoelzer, in de buurt van de kapel vermoord aangetroffen. De dader van de moord werd nooit gevonden.
De kruisweg naar de kapel, de zeven voetvallen, ontstond waarschijnlijk pas in de 18e eeuw. De zandstenen reliëfs met scènes van de lijdensweg van Christus werden in de loop der tijd ten minste tweemaal vernieuwd, voor het laatst in 2002 bij een restauratie van de schrijnen. Eén van de schrijnen was niet meer aanwezig en moest geheel worden vervangen.
Na de verwoestingen van de Tweede Wereldoorlog werd de kapel gerestaureerd, maar de stroom pelgrims droogde op. Vanaf 1980 verviel de in particulier bezit zijnde kapel in toenemende mate, niet in de laatste plaats vanwege haar afgelegen plek. Met de aankoop tegen een symbolische prijs van één Duitse mark verkreeg de gemeente Bassenheim de kapel in haar bezit. Met behulp van een vereniging voor het behoud van de kapel werd geld ingezameld. Overheidssubsidies en bijdragen van het bisdom Trier en de Sint-Martinusparochie van Bassenheim vulden de donaties aan. In 1998 werd de restauratie van de kapel afgesloten, die in totaal DM 1.052,650 kostte.
Tegenwoordig worden er vanuit Bassenheim weer processies naar de Karmelenberg georganiseerd.

## Beschrijving
De kapel is een zaalkerk met een geïntegreerd, naar het westen georiënteerd koor met een zeshoekige dakruiter. Naast het koor bevinden zich de sacristie en een oratorium. Van binnen is de kerk inclusief het koor circa 13 meter lang en heeft het kerkschip met een vlak houten plafond een breedte van 7 meter. Het 3,5 meter bij 3,5 meter grote koor heeft een kruisgraatgewelf. Aan de koorflanken bevinden zich twee traptorens die leiden naar de patronaatsloges van de stichterfamilie, die aan beide zijden van het koor op een verhoogde plek zijn aangebracht.
De ingang wordt gevormd door een rondbogig portaal. De zuidelijke, oostelijke en noordelijke muur hebben elk twee rondboogvensters met het wapen van de stichter als bekroningen. In de oostelijke gevel is bovendien een oeil de boeuf of ossenoog aangebracht, terwijl de traptorens en nevenruimten kleine, rechthoekige vensters hebben. Boven het portaal bevindt zich een zwarte zwaan met drie wapens. Vanuit het perspectief van de toeschouwer is links het wapen van de vader van Lothar Waldbott te zien, rechts het wapen van zijn moeder en in het midden een samengesteld wapen, dat zich boven alle vensters herhaalt, met daarin de wapens van Lothar Waldbott (boven), het wapen van zijn in 1651 gestorven eerste vrouw Johanna Walburga van Reiffenberg en rechts dat van zijn tweede vrouw Anna Magdalena, geboren gravin Van Metternich-Winneburg-Beilstein.

## Interieur
Het interieur van de kapel is als een kleine kerk ingericht met een eenvoudig hoogaltaar, zijaltaren, een kansel, biechtstoel en een galerij. Het hoogaltaar stamt uit de tijd van de bouw en werd net als de zijaltaren en de kansel in de periode 1992-1998 gerestaureerd. In 1960 werden de beelden van het hoogaltaar (een madonna op een maansikkel) en de zijaltaren uit de kapel gestolen. Jaren later doken ze  bij een veiling in Hamburg weer op. Sindsdien bevinden de beelden zich in de Bassenheimer burcht. De huidige beelden op de altaren zijn replica's die de Förderverein Marienkapelle in de jaren 2002-2003 liet maken. Nieuw is ook de kroonluchter die in het kerkschip hangt.
Het originele genadebeeld, een 18 centimeter groot beeld van Maria, wordt eveneens in de burcht bewaard en slechts bij bijzondere gelegenheden op het hoogaltaar van de kapel opgesteld. Een replica vervangt het origineel op andere dagen.
Op de zuidelijke muur is sinds 2010 een zonnewijzer aangebracht, zoals die op een tekening van de kapel uit 1852 nog te zien is. Het is van basalt gemaakt door de uit Mendig afkomstige beeldhouwer Dieter Heuft. Ter vervanging van een verdwenen vroegere klok, liet de Heimatverein in 1994 een nieuwe klok gieten die op 5 augustus 1995 werd gewijd en sindsdien bij veel gelegenheden luidt.

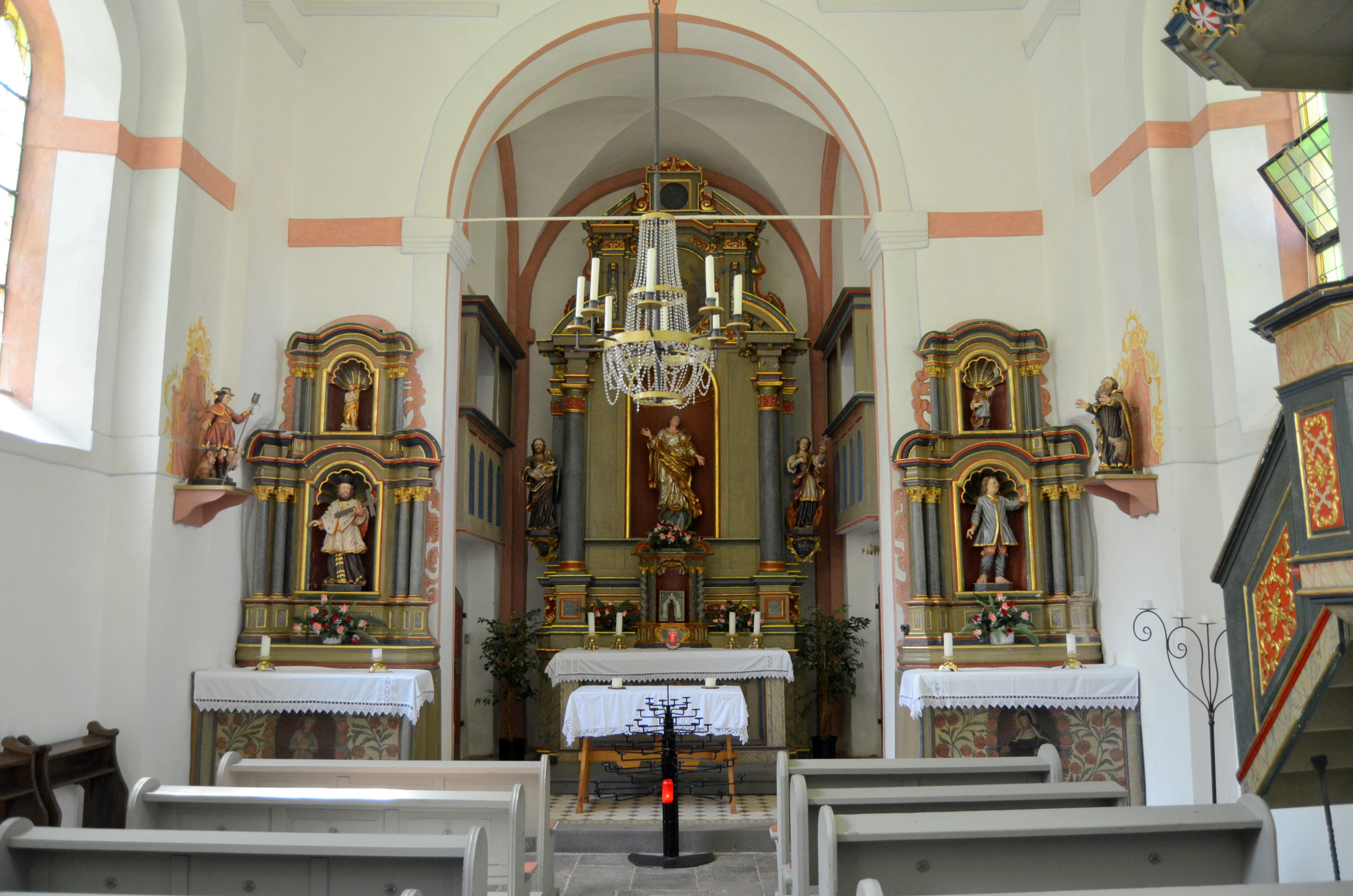
overzicht interieur
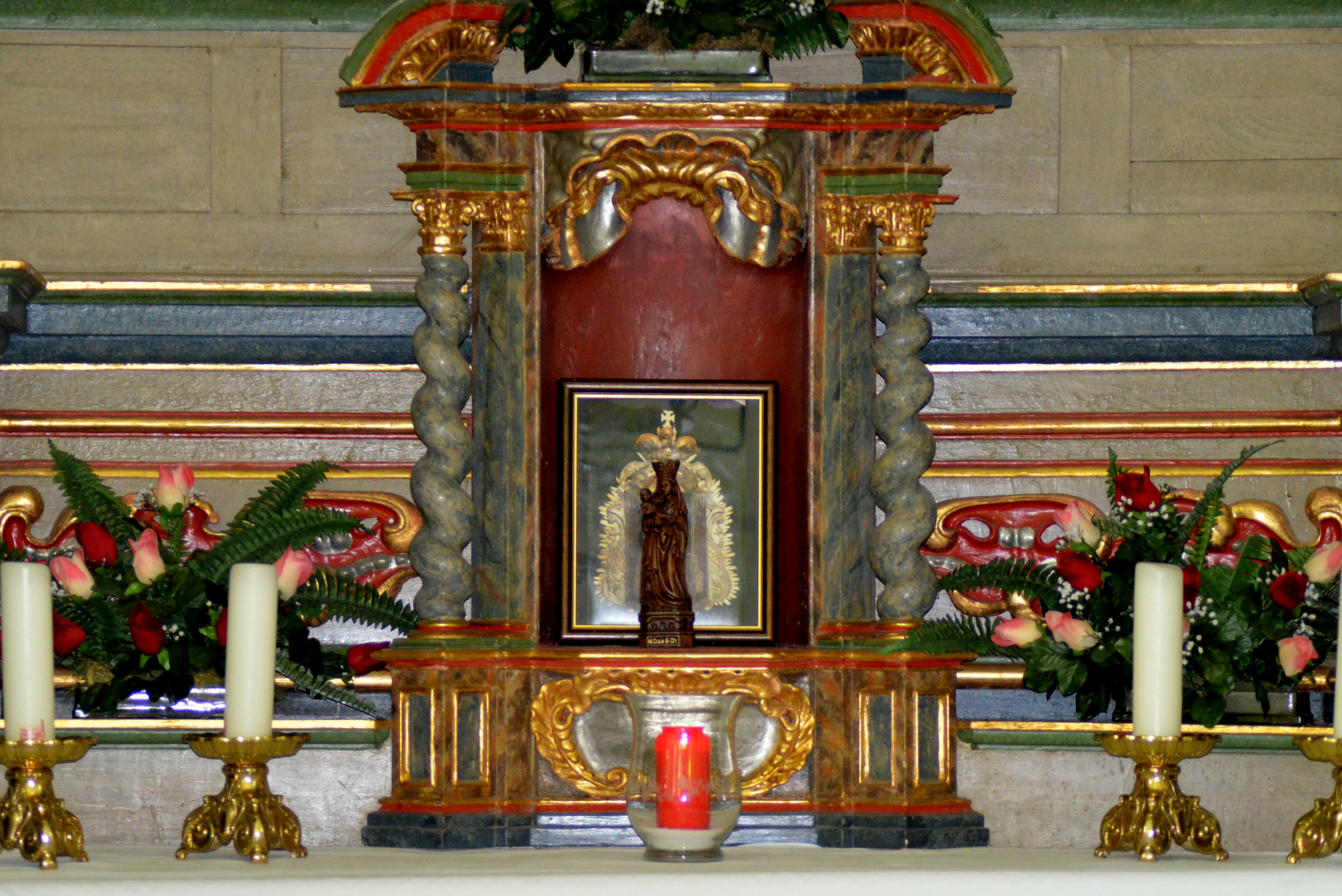
Tabernakel
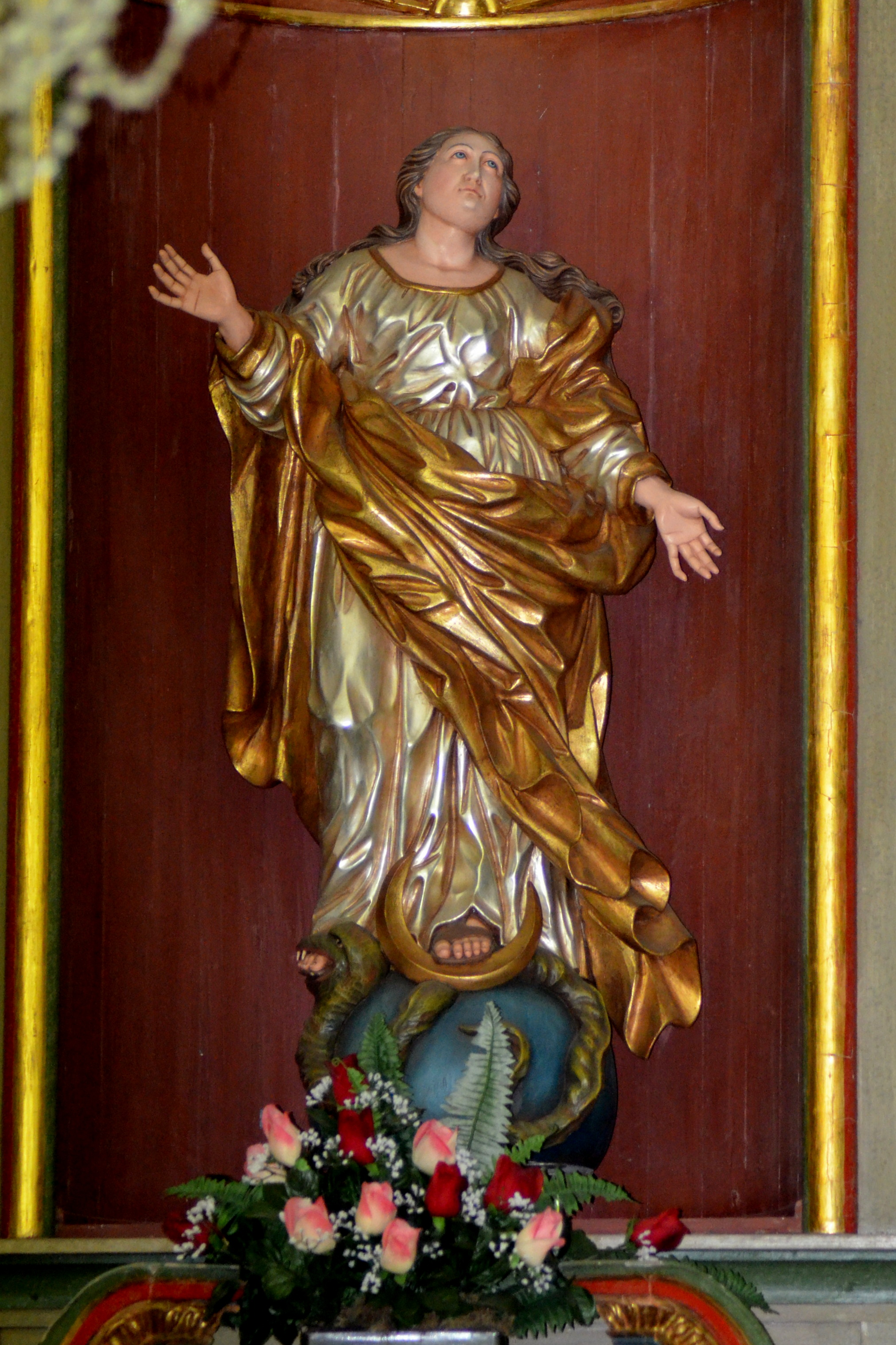
Hoogaltaarbeeld
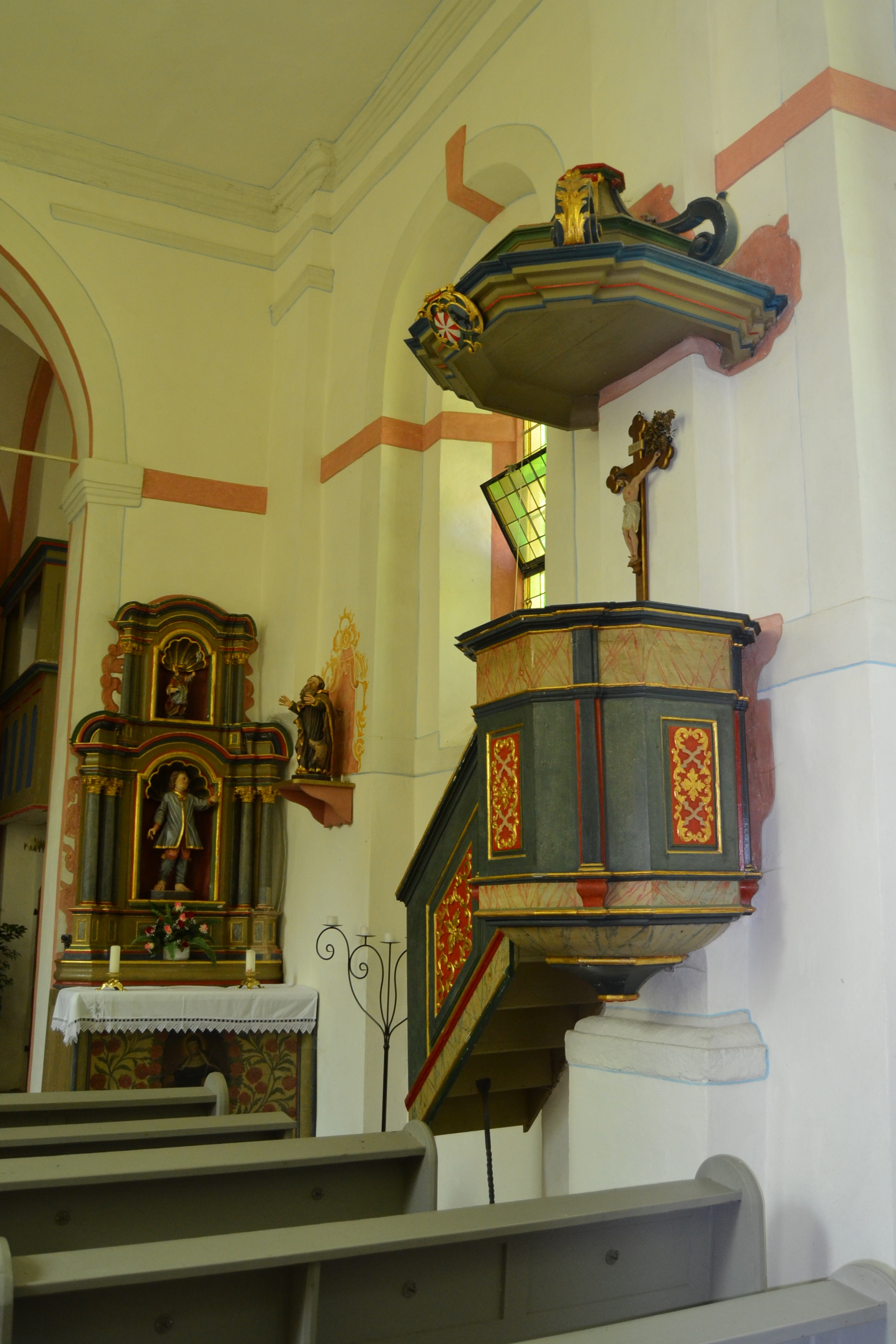
Kansel
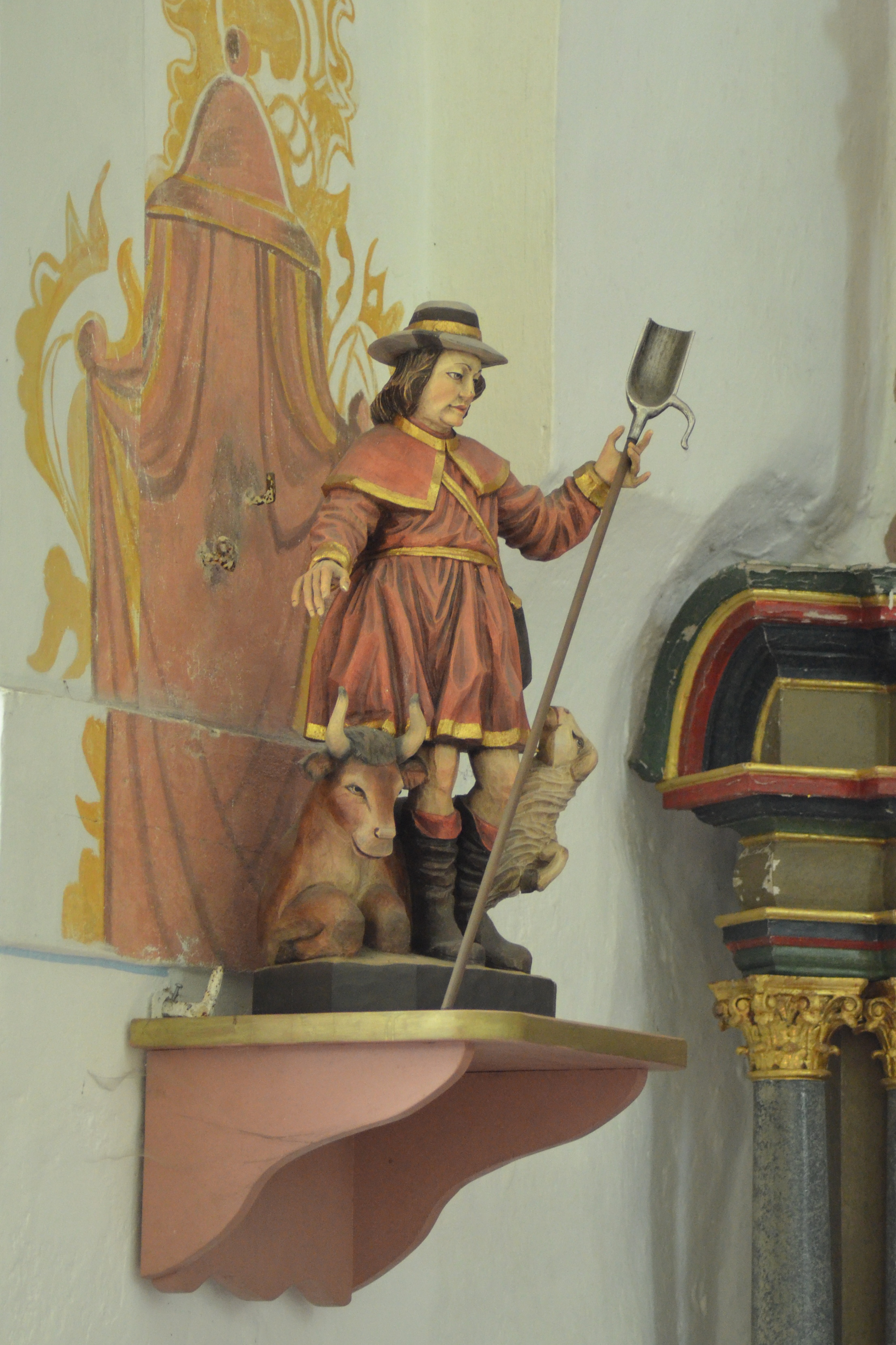
Muurbeeld Sint-Wendelinus
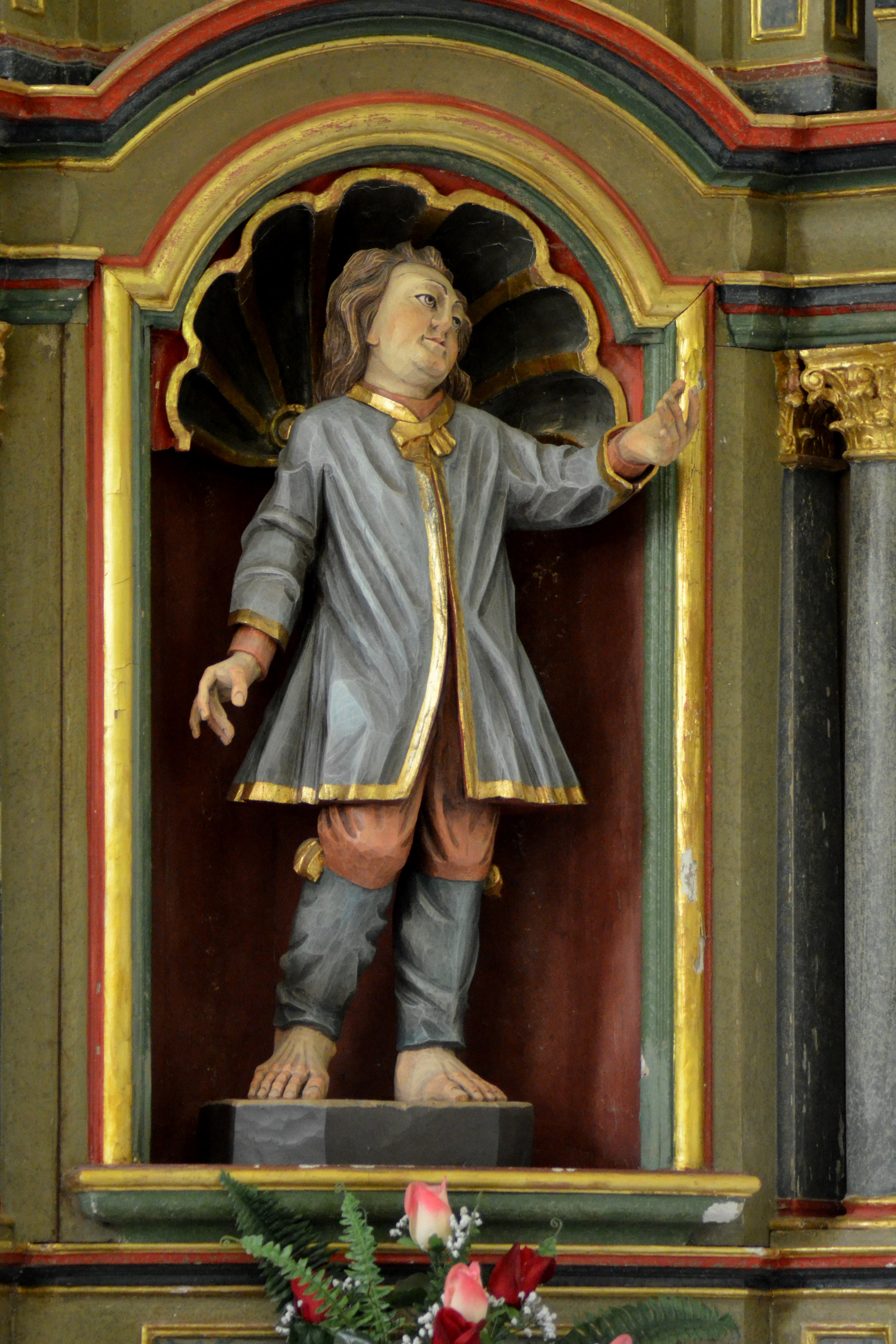
Zijaltaarbeeld van Werner van Oberwesel
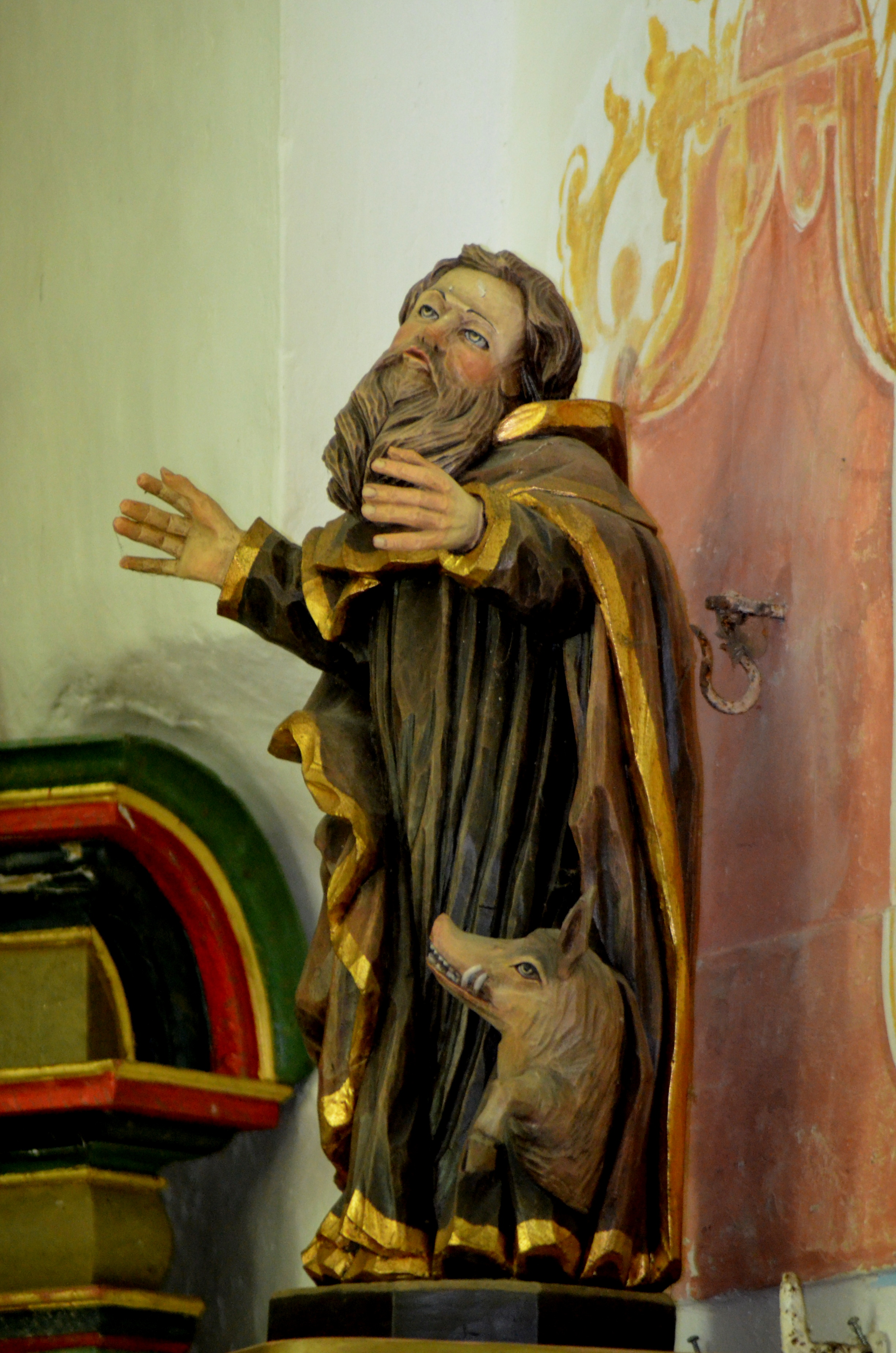
Muurbeeld Antonius Abt

## Oude bomen
Naar de kapel leidt een laan met een zeer oud bomenbestand. De 1,1 kilometer lange laan werd aangelegd tijdens de bouw van de kapel om de pelgrims tijdens de tocht van schaduw te voorzien. Oorspronkelijk bestond de laan uit 150 bomen. Ruim 100 van deze toen geplante bomen leven nog altijd. De laan is de oudste van Duitsland en werd in 1939 tot natuurmonument verklaard.